# Магнојевић Средњи
Магнојевић Средњи је насељено мјесто у граду Бијељина, Република Српска, БиХ. Према попису становништва из 1991. у насељу је живјело 332 становника.

## Становништво
| Националност       | 1991.        | 1981.        | 1971.        |
| Срби               | 321 (96,68%) | 345 (99,13%) | 507 (99,80%) |
| Хрвати             | 2 (0,60%)    | 0            | 1 (0,19%)    |
| Југословени        | 7 (2,10%)    | 1 (0,28%)    | 0            |
| остали и непознато | 2 (0,60%)    | 2 (0,57%)    | 0            |
| Укупно             | 332          | 348          | 508          |

| Демографија | Демографија | Демографија |
| Година      | Становника  | Становника  |
| ----------- | ----------- | ----------- |
| 1948.       | 386         |             |
| 1953.       | 404         |             |
| 1961.       | 360         |             |
| 1971.       | 508         |             |
| 1981.       | 348         |             |
| 1991.       | 333         |             |